# Análise de redes sociais
Análise de Redes Sociais (ARS, ou social network analysis, SNA) é uma abordagem teórica e metodológica utilizada para investigar as estruturas e dinâmicas das relações sociais. Diferentemente de abordagens que se concentram nos atributos individuais dos atores sociais, a ARS observa os padrões de interações entre os atores permitindo a compreensão das dinâmicas dos processos sociais e as configurações sociais emergentes. 
No campo das ciências sociais, redes sociais são entendidas como conjuntos de atores — indivíduos, grupos, organizações ou instituições — conectados por diferentes tipos de relações, tais como amizade, parentesco, colaboração, influência ou troca de recursos. 

## Origens e desenvolvimento
O conceito de rede social emergiu entre a sociologia e a antropologia social no início do século XX, como tentativa de captar a complexidade das interações sociais para além dos limites impostos por categorias sociais fixas. O sociólogo e filósofo alemão Georg Simmel (1858-1918) foi pioneiro ao deslocar o foco analítico das características individuais para as formas de interação e padrões que estruturam a vida social. Nos anos 1930, Jacob L. Moreno (1889-1974) desenvolveu os primeiros instrumentos empíricos da análise de redes — os sociogramas — para mapear padrões de sociabilidade em pequenos grupos.
Em 1954, John A. Barnes introduziu o termo "rede" para descrever as interconexões entre indivíduos em comunidades pesqueiras norueguesas, marcando um ponto de inflexão na consolidação da ARS como abordagem metodológica. Ele incorporou em sua análise de redes conceitos tradicionalmente usados quer pela sociedade quer pelos cientistas sociais: grupos bem definidos (como tribos, famílias) e categorias sociais (como gênero, grupo étnico). Desde então, a ARS tem sido amplamente aplicada em diversas disciplinas, incluindo a antropologia, a sociologia, a ciência política, a biologia, os estudos de comunicação, a economia, a geografia, as ciências da informação, a psicologia social, a sociolinguística e o serviço social.
Académicos como S. D. Berkowitz, Stephen Borgatti, Ronald Burt, Kathleen Carley, Martin Everett, Katherine Faust, Linton Freeman, Mark Granovetter, David Knoke, David Krackhardt, Peter Marsden, Nicholas Mullins, Anatol Rapoport, Stanley Wasserman, Barry Wellman, Douglas R. White ou Harrison White expandiram e difundiram o uso sistemático da análise de redes sociais.

## Estrutura e elementos das redes sociais
Em termos analíticos, uma rede social é composta por nós (ou vértices) e ligações (ou arestas). Os nós representam as entidades ou atores — que podem ser pessoas, organizações, eventos ou objetos — enquanto as ligações representam as conexões ou relações entre eles. Essas ligações podem ser de diferentes naturezas e classificadas conforme suas propriedades.
Uma primeira distinção importante diz respeito à direcionalidade das ligações. Elas podem ser direcionadas, quando possuem um sentido definido — como no caso de influência ou comunicação unidirecional —, ou não direcionadas, quando representam relações recíprocas ou simétricas — como amizades ou parcerias. Em uma rede direcionada, cada ligação vai de um nó de origem para um nó de destino, o que permite analisar fluxos e hierarquias. Já nas redes não direcionadas, a ligação simplesmente conecta dois nós, indicando uma relação mútua.
Outra distinção relevante é a ponderação das ligações. Em algumas redes, todas as ligações são tratadas como iguais, ou seja, não ponderadas. No entanto, muitas vezes é útil atribuir pesos às ligações para indicar a intensidade, frequência ou importância da relação. Por exemplo, em uma rede de comunicação, o peso pode indicar o número de mensagens trocadas entre dois indivíduos; em uma rede de colaboração científica, o peso pode refletir o número de artigos coassinados. A direcionalidade e a ponderação são fundamentais para definir as propriedades estruturais da rede e para orientar as análises subsequentes, como cálculo de centralidade, identificação de comunidades ou avaliação de coesão.
As propriedades estruturais das redes também são expressas e analisadas por meio de diferentes métricas, que buscam descrever o papel e a importância relativa dos nós nas interações sociais. Um dos conceitos mais relevantes quando se fala em nós é o de centralidade, que se refere à posição estratégica que um determinado nó ocupa na rede. A centralidade pode ser mensurada a partir de distintas perspectivas, cada uma enfatizando um aspecto das conexões (ver abaixo, em Métricas).
Por fim, a centralidade de intermediação captura o grau em que um nó atua como intermediário nas interações entre outros pares. Ela mensura o número de vezes que um ator se posiciona no caminho mais curto entre dois outros nós, destacando sua função como elo de ligação ou "ponte" para a circulação de informações e recursos. Essas diferentes medidas de centralidade oferecem perspectivas complementares para a análise das redes, permitindo compreender como os atores se distribuem e se posicionam nas estruturas relacionais.
Além das medidas de centralidade, outras métricas e conceitos ajudam a caracterizar a estrutura e o funcionamento das redes sociais. O conceito de prestígio é um deles. Ele é especialmente importante em redes direcionadas, nas quais as ligações possuem orientação definida entre remetente e destinatário. Enquanto a centralidade de grau avalia o número total de conexões que um nó possui, o prestígio refere-se especificamente às ligações recebidas. Em termos simples, um ator que é frequentemente escolhido ou referenciado por outros tende a ocupar uma posição de prestígio, o que pode indicar reconhecimento, status ou autoridade em determinadas configurações sociais.
A densidade é outra métrica importante. Ela expressa a proporção de laços existentes em nível macro na rede - quer dizer, de maneira global - em comparação com o total possível de conexões. Redes com alta densidade são caracterizadas por uma forte coesão e intensa interconectividade, o que tende a favorecer a redundância nas relações e sua estabilidade. Em contrapartida, redes com baixa densidade podem apresentar maior diversidade de informações e menor controle social. Num nível mais local - pode-se dizer, mais micro - a densidade também expõe subgrupos ou agrupamentos no interior da rede. Neste caso, certos nós se conectam de forma mais intensa entre si do que com o restante da rede. Esses agrupamentos refletem a formação de comunidades ou cliques, nas quais os membros compartilham relações densas e frequentes. Métodos específicos, como a análise de k-cores e a detecção de cliques, são comumente utilizados para identificar e estudar essas estruturas internas.
Outra dimensão analítica é representada pelos buracos estruturais, conceito introduzido por Ronald Burt. Eles se referem a lacunas ou falhas de conexão entre diferentes agrupamentos ou clusters dentro da rede. Os atores que ocupam posições estratégicas junto a esses buracos atuam como intermediários, tendo acesso privilegiado a informações de diferentes segmentos da rede e podendo exercer poder e controle sobre o fluxo de recursos e dados.
E, por fim, há a distinção entre os laços fortes e fracos, uma das mais influentes na análise das redes sociais. Mark Granovetter introduziu a ideia em seu artigo The Strength of Weak Ties, publicado em 1973. Segundo o autor, as conexões sociais não são todas iguais em termos de força e função, o que ele é a força dos laços. Os laços fortes são caracterizados por relações próximas, frequentes e marcadas pela afetividade — como amizades íntimas e familiares —, e laços fracos, que envolvem contatos mais esporádicos e menos intensos, como conhecidos ou colegas distantes.

Este diagrama ilustra a distinção entre laços fortes e fracos em uma rede social, conforme discutido por Mark Granovetter em seu artigo seminal "The Strength of Weak Ties" (1973).

A grande inovação do argumento de Granovetter reside na ideia de que, embora os laços fortes sejam importantes para o suporte social e a coesão dentro dos grupos, são os laços fracos que têm papel crucial na disseminação de informações novas e oportunidades entre diferentes grupos sociais. Por conectarem pessoas de grupos distintos, os laços fracos funcionam como pontes que facilitam o acesso a informações que não circulam nos círculos de laços fortes, que tendem a ser mais redundantes. Esse fenômeno é especialmente relevante para processos como a busca de empregos, inovação e mobilização social.

## Visualização de Redes Sociais
As redes sociais podem ser representadas por matrizes ou grafos. No contexto da análise de redes, uma matriz é uma forma matemática de organizar as relações entre os atores da rede por meio de uma tabela numérica. Cada linha e cada coluna representam um nó (ou ator), e os valores contidos nas células indicam a existência (ou não) de uma ligação entre dois atores. Quando a célula recebe o valor 1, por exemplo, significa que há uma relação entre os dois nós; quando recebe 0, significa que não há. Em redes direcionadas, a posição da célula (linha para origem, coluna para destino) também expressa o sentido da relação. Esse tipo de representação — chamada de matriz de adjacência — é amplamente utilizada em análises computacionais por sua estrutura sistemática e facilidade de processamento.
Já os grafos são representações visuais das redes sociais por meio de diagramas que mostram os vínculos entre os atores. Normalmente, os grafos utilizam pontos (ou círculos) para representar os nós, e linhas (ou setas, no caso de redes direcionadas) para representar as relações entre eles. A representação gráfica facilita a identificação visual de padrões como agrupamentos, nós centrais ou caminhos mais curtos entre atores.

## Métricas
Na análise de redes sociais, diversas métricas são utilizadas para descrever, quantificar e interpretar padrões relacionais entre os atores (ou nós) e suas conexões. Essas métricas podem ser organizadas em três grandes categorias: conexão, distribuição e segmentação.
No âmbito da conexão, a métrica da homofilia permite investigar em que medida os atores se conectam com outros que compartilham características semelhantes — como idade, gênero, raça, ocupação ou nível educacional —, revelando a tendência à formação de vínculos entre pares socialmente próximos. A multiplexidade analisa a existência de múltiplos tipos de relações entre os mesmos atores, indicando, por exemplo, que duas pessoas podem ser colegas de trabalho, amigas e parentes ao mesmo tempo. Essa sobreposição de vínculos pode estar associada à intensidade e à robustez das conexões. Já a reciprocidade mede a simetria das relações, verificando se os laços entre dois nós são mutuamente reconhecidos ou unilaterais. O conceito de encerramento da rede refere-se à situação em que um nó estabelece laços com outros que, por sua vez, também estão conectados entre si, formando uma estrutura altamente coesa — uma característica central da noção de transitividade. A propinquidade, por fim, avalia a tendência de atores a se relacionarem mais frequentemente com outros geograficamente próximos, refletindo o papel do espaço físico na formação de laços sociais.
As métricas de distribuição buscam captar propriedades estruturais globais e posições individuais dentro da rede. A ideia de ponte, oriunda da teoria dos grafos, descreve conexões críticas que unem diferentes partes da rede ou subgrupos que, sem esse vínculo, estariam desconectados. A centralidade constitui um conjunto de métricas que mensuram a importância relativa de um nó. A centralidade de grau contabiliza o número de conexões diretas de um ator, sendo interpretada como um indicativo de visibilidade, popularidade ou influência local; ela pode ser distinguida em grau de entrada (in-degree) e grau de saída (out-degree), no caso de redes direcionadas. A centralidade de intermediação (ou betweenness centrality) avalia com que frequência um ator aparece nas rotas mais curtas entre pares de nós, o que expressa sua capacidade de intermediar fluxos de informação. A centralidade de proximidade mede o quão próximo um nó está de todos os outros, revelando sua eficiência no acesso a qualquer parte da rede. Já a centralidade de vetor próprio e suas variações — como a centralidade alfa ou a centralidade de Katz — incorporam o prestígio ou a influência dos vizinhos do ator, atribuindo maior peso a conexões com outros nós igualmente centrais. A densidade é uma medida agregada que expressa a proporção de laços existentes em relação ao total possível, sendo usada para estimar o grau de coesão da rede como um todo. A distância entre nós, por sua vez, é usada para calcular o número mínimo de passos necessários para ligar dois pontos, e sua média em toda a rede informa sobre a sua “compactação” ou dispersão estrutural. Conceitos como vazios estruturais, propostos por Ronald Burt, descrevem a ausência de conexões entre atores ou grupos, criando oportunidades estratégicas para intermediação. Já a força dos laços envolve variáveis como tempo de relação, intimidade, intensidade emocional e reciprocidade. Os laços fortes, normalmente associados à homofilia, propinquidade e fechamento, tendem a formar redes densas e coesas, enquanto os laços fracos, geralmente associados a pontes, são fundamentais para a difusão de informação e inovação.
Por fim, as métricas de segmentação focalizam a identificação de subgrupos internos. Grupos ou cliques são conjuntos em que todos os nós estão diretamente conectados entre si. O coeficiente de agrupamento (ou clustering coefficient) quantifica a tendência de formação de triângulos, ou seja, de grupos pequenos e densamente interligados. A coesão estrutural mede o grau em que os atores permanecem conectados mesmo após a remoção de alguns nós; redes altamente coesas requerem a desconexão de um número significativo de nós para que se separem em partes isoladas. Essas métricas permitem identificar tanto a resiliência quanto a segmentação das redes.

## Aplicações

### Antropologia: Redes de Parentesco e Organização Social
Na Antropologia, a Análise de Redes Sociais tem sido fundamental para estudar, por exemplo, estruturas de parentesco e organização social em diversas culturas. Um exemplo clássico é o trabalho de Elisabeth Bott, psicóloga canadense que tinha estudado antropologia em Chicago, utilizou a ARS para analisar como as redes de parentesco influenciam a divisão de trabalho entre cônjuges em famílias britânicas. Bott observou que casais com redes sociais densas e sobrepostas tendem a apresentar uma divisão de tarefas mais tradicional, enquanto aqueles com redes mais separadas demonstram maior flexibilidade nos papeis conjugais. Esse estudo demonstrou como as conexões sociais externas ao núcleo familiar impactam as relações internas e oferece uma perspectiva relacional sobre a estrutura familiar.

### Sociologia: Fluxos de Informação em Movimentos Sociais
Um exemplo de aplicação da Análise de Redes Sociais (ARS) na Sociologia é sua utilização como estratégia para compreender como informações circulam dentro de movimentos sociais e como essas dinâmicas influenciam a mobilização coletiva. No estudo intitulado "Análise de redes sociais: aplicação nos estudos de transferência da informação", realizado nos subúrbios da Leopoldina, no Rio de Janeiro, a pesquisadora Regina Maria Marteleto analisou os fluxos de informação entre movimentos sociais organizados que lutam por melhores condições de vida. Utilizando a ARS, foram mapeadas as redes de comunicação e identificados os atores centrais responsáveis pela disseminação de informações e recursos. Os resultados revelaram que a eficácia das mobilizações estava diretamente relacionada à densidade e à centralidade das redes de comunicação, destacando a importância das conexões sociais na organização de ações coletivas.

### Ciência Política: Estrutura Temática e Metodológica da Ciência Política Brasileira
Um exemplo da aplicação da Análise de Redes Sociais (ARS) na ciência política, especificamente na pesquisa urbana, é a tese de doutorado de Eduardo Marques sobre como os vínculos entre atores institucionais — tais como organizações não governamentais, associações de moradores, sindicatos e órgãos governamentais — moldavam a implementação de políticas públicas e a gestão urbana no município do Rio de Janeiro. A metodologia envolveu a coleta de dados a partir de documentos oficiais, registros administrativos e entrevistas, que permitiram a construção de matrizes relacionais e a visualização das redes formadas por tais atores. A análise se concentrou em métricas como centralidade, densidade e a identificação de posições de intermediação (brokers), com o objetivo de compreender a estrutura relacional do campo decisório local. Os resultados revelaram que, apesar da pluralidade de organizações civis, as conexões mais densas e influentes se concentravam em poucos atores estatais e em um subconjunto restrito de organizações civis com acesso privilegiado à burocracia municipal, evidenciando assimetrias estruturais que limitaram a influência de segmentos mais periféricos da sociedade civil. A ARS, nesse contexto, foi decisiva para tornar visíveis as configurações ocultas de poder e intermediação que condicionam a produção e a implementação de políticas públicas no espaço urbano.
Outro exemplo foi uma investigação da configuração temática e metodológica da ciência política em âmbito nacional. No estudo intitulado "Análise do perfil das teses e dissertações de Ciência Política no Brasil (2013–2020)",  Sainz, Silva e Codato analisaram 1.849 teses e dissertações defendidas entre 2013 e 2020 em onze programas de pós-graduação, utilizando técnicas de ARS para examinar títulos, resumos e palavras-chave dos trabalhos. A análise permitiu identificar cinco comunidades temáticas distintas, cada qual com estilos e métodos próprios. Além da divisão temática, revelou-se também uma segmentação metodológica, expressa na coexistência de abordagens empíricas e teóricas.

### Teoria Organizacional: Redes Informais e Estrutura Organizacional
Na Teoria Organizacional, a ARS é utilizada para compreender, por exemplo, as redes informais que coexistem com as estruturas formais das organizações. A pesquisadora Tonia Macedo analisou como as redes sociais informais dentro de uma organização influenciam a disseminação de informações e a tomada de decisões. Ela identificou os atores centrais nas redes informais e como essas posições impactavam a eficiência organizacional, mostrando que as redes informais podem tanto complementar quanto competir com as estruturas formais, afetando a dinâmica de poder e a eficácia das operações organizacionais.

## Impacto das novas tecnologias informacionais e computacionais
O desenvolvimento das tecnologias informacionais e computacionais transformou significativamente a metodologia da Análise de Redes Sociais (ARS). Um dos impactos da crescente digitalização das interações sociais, impulsionada por plataformas online e mídias sociais, é a vasta quantidade de dados disponíveis para análise. Essa abundância de informações, frequentemente referida como "big data", exige abordagens analíticas mais sofisticadas e mais adaptadas às novas realidades digitais.
A Ciência Social Computacional, por exemplo, emergiu como uma disciplina que integra métodos computacionais às ciências sociais, ampliando as possibilidades de modelagem e análise de fenômenos sociais em grande escala. Essa abordagem permite explorar bases de dados extensas e dinâmicas temporais complexas, facilitando a identificação de padrões de interação social, comportamento coletivo e estruturas de rede que seriam difíceis de discernir por métodos tradicionais. A análise de redes sociais é uma das técnicas centrais nesse campo, dada sua capacidade de capturar e representar sistematicamente as relações entre indivíduos, grupos e instituições.
As ferramentas computacionais avançadas, como algoritmos de aprendizado de máquina e técnicas de mineração de dados, são agora empregadas para processar e interpretar grandes volumes de dados provenientes de redes sociais virtuais. Essas ferramentas permitem não apenas a visualização de redes complexas, mas também a previsão de comportamentos e tendências sociais emergentes.
Além disso, a integração de dados geoespaciais e temporais nas análises de redes sociais possibilita uma melhor compreensão das interações humanas em contextos específicos, como movimentos sociais, dinâmicas urbanas e padrões de mobilidade. Essa integração é essencial para estudos que buscam correlacionar comportamentos sociais com fatores ambientais e espaciais.

## Desafios éticos e metodológicos
A evolução tecnológica também trouxe desafios éticos e metodológicos. Questões relacionadas à privacidade dos dados, consentimento informado e representatividade dos dados coletados são cada vez mais relevantes, que devem ser considerados ao se conduzir estudos de ARS em ambientes digitais.

## Softwares
Existem diversos tipos de software que permitem executar a análise de redes sociais e desenho de suas estruturas e dinâmicas:
- LivingNethos
- LivingTeamwork
- Caseboard
- NodeXL
- UCINET
- PAJEK
- Gephi
- Network Workbench
- SIENA
- Sentinel Visualizer

1. ↑  A análise de k-core consiste em identificar subconjuntos de uma rede onde cada nó está conectado a, pelo menos, k outros nós do mesmo subconjunto. Essa técnica permite revelar núcleos coesos de alta conectividade interna, sendo útil para detectar regiões estruturais densas dentro de redes sociais complexas. Quanto maior o valor de k, mais fortemente interconectado é o grupo identificado. Ver: Newman, M. E. J. (2010). Networks: An Introduction. Oxford: Oxford University Press.